# Хельд, Курт
Курт Хельд (нем. Kurt Held, при рождении Курт Клебер (нем. Kurt Kläber); 4 ноября 1897, Йена, Германия, — 9 декабря 1959, Соренго, кантон Тичино, Швейцария) — немецкий писатель, в 1933 году иммигрировавший в Швейцарию. Его самым известным произведением стала детская книга «Рыжая Зора и её шайка» (Die rote Zora und ihre Bande).

## Биография
Родился в семье заводского мастера. Обучался слесарному делу у Цейса. Участвовал в движении «Вандерфогель». Воевал на фронте, а после окончания войны вступил в «Союз Спартака» и КПГ. В 1924 году женился на писательнице и сказочнице Лизе Тецнер. Супруги постоянно переезжали по стране с места на место. Клебер работал горняком в Рурской области, а также сотрудничал с издательствами и журналами в качестве автора и редактора. Как член Союза пролетарско-революционных писателей был соиздателем близкого к КПГ литературно-политического журнала Die Linkskurve. В Бохуме он возглавлял Высшую рабочую школу.
В ночь поджога рейхстага, 28 февраля 1933 года, Клебер был арестован как видный коммунист, но вскоре благодаря хлопотам жены освобожден. После этого супруги с помощью родственников из промышленных кругов тайно бежали из Германии в Чехословакию, а оттуда — в швейцарский город Карона в кантоне Тичино. Однако швейцарские власти поставили условием пребывания Клебера в стране отказ от дальнейших публикаций. Пара жила на доходы от своего маленького хозяйства, а также на заработок Лизы Тецнер от преподавания в Базеле. В 1938 году Клебер, несогласный со сталинизмом, вышел из КПГ. Из-за тяжелых условий эмиграции, проблем со здоровьем и утраты своей многолетней мировоззренческой базы он испытал психический кризис. Чтобы занять себя, он помогал в работе жене, продолжающей писать детские книги.
Вскоре он начал получать удовольствие от этой деятельности и написал несколько книг, из которых наибольший успех имела Die rote Zora und ihre Bande. В связи с действующим запретом на публикации он выпустил её под псевдонимом «Курт Хельд». Благодаря писательскому успеху Тецнер и Клебер значительно улучшили своё благосостояние. В 1948 году они получили швейцарское гражданство. После продолжительной болезни Хельд скончался в больнице в Соренго.
Именем Хельда названа начальная школа в Берлине.
С 18 сентября по 30 октября 2011 года в гельзенкирхенском культурном центре «Флора» работала передвижная выставка «Из нашей жизни на свободе. Лиза Тецнер и Курт Клебер. Жизнь и творчество».

## Художественное творчество
Первые стихи Клебера считаются экспрессионистскими и пацифистскими. Позднее его писательская деятельность велась с коммунистических позиций и может быть причислена к пролетарской литературе. Книги для подростков, созданные им в эмиграции, относятся к жанру социальной критики, призывают к солидарному сосуществованию, обсуждают судьбы низших слоев общества и написаны на близком подросткам языке.

## Избранные произведения
- Neue Saat. — Jena: Verlag der Jenaer Volksbuchhandlung, 1919.
- Revolutionäre: Erzählungen aus den Kämpfen des Proletariats 1918—1925. — Leipzig: Roter Türmer Verlag, 1925.
- Barrikaden an der Ruhr. Erzählungen aus den Kämpfen des Ruhrproletariats. — Berlin-Schöneberg: Verlag der Jugendinternationale, 1925.
- Empörer! Empor! — Berlin: Verlag Der Syndikalist, 1925.
- Passagiere der III. Klasse. — Berlin: Internationaler Arbeiter Verlag, 1927.
- Die Toten von Pabjanice. Erzählungen / Umschlag von I. Leistikow. — Moskau: Verlagsgenossenschaft Ausländischer Arbeiter in der UdSSR, 1936.
- (mit Lisa Tetzner) Die schwarzen Brüder. — 2. Bd. — Aarau: Verlag Sauerländer, 1940/41.
- Die rote Zora und ihre Bande. Eine Erzählung aus Dalmatien für die Jugend. — Aarau: Verlag Sauerländer, 1941.
- Der Trommler von Faido. — 2. Bd. — Aarau: Verlag Sauerländer, 1947 und 1949.
- Matthias und seine Freunde. — Aarau: Verlag Sauerländer, 1950.
- Alles für zwanzig Rappen. — Aarau: Verlag Sauerländer, 1951.
- Spuk in Neuhausen: Erzählung. — Berlin: Verlag Weiss, 1951.
- Giuseppe und Maria. — 4. Bd. — Aarau: Verlag Sauerländer, 1955.
  - 1. Die Reise nach Neapel.
  - 2. Von Schmugglern, Zöllnern und Soldaten.
  - 3. Die Kinderstadt.
  - 4. Der Prozess.

### Издания на русском языке
- Рурские баррикады. — М.: Гиз, 1926.
- Безногий Каспер. — М.: Огонёк, 1927. — (Библиотека «Огонёк»). — 39 с.
- Каторжная тюрьма Лейна. — М.: Рабочая Москва, 1928. — 30 с.
- Пассажиры III класса. — М., 1928.
- На улицах Берлина. — М., 1930.